# De Trijegaasterpolder
De Trijegaasterpolder was een waterschap gelegen in de toenmalige Nederlandse gemeente Doniawerstal in de provincie Friesland, dat een zelfstandig overheidsorgaan was van 1883 tot 1968. Het waterschap besloeg een oppervlakte van ongeveer 400 hectare.
De tweede en derde Trijegaasterpolders werden bedijkt na een contract in 1741. In de tweede helft van de negentiende eeuw bleken de polders echter verwaarloosd. Provinciale Staten besloot daarop in te grijpen. Het bleek niet mogelijk het geheel als een volwaardig waterschap óf een veenpolder op te richten, waarop werd besloten het gebied te splitsen in dit waterschap én De Trijegaasterveenpolder.
Het waterschap regelde in het gebied de waterstand en in de periode van 1911 tot 1950 ook het bevorderen van de vaargelegenheid. Verder had het waterschap het bevorderen van het verkeer te water en op het land tot doel. Op 1 december 1968 werd het waterschap, ondanks felle tegenstand van de ingelanden, bij de eerste provinciale waterschapsconcentratie in Friesland opgeheven en ging het op in waterschap Boarnferd.
Na verdere fusies valt het gebied vanaf 2004 onder Wetterskip Fryslân. 